# Fußball-Verbandsliga Baden
Die Verbandsliga Baden (oftmals in Fußballkreisen und den Medien als „Verbandsliga Nordbaden“ bezeichnet) ist die höchste Spielklasse des Männerfußballs im Badischen Fußball-Verband. Bis zur Gründung der Oberliga Baden-Württemberg in der Saison 1978/79 war die Verbandsliga – damals 1. Amateurliga – die oberste Amateurklasse (dritthöchste deutsche Spielklasse). Mit Einführung der Oberliga Baden-Württemberg 1978/79 und der Regionalliga Süd 1994/95 wurde die Verbandsliga zunächst zur vierthöchsten und später zur fünfthöchsten Spielklasse in Deutschland. Seit der Einführung der 3. Liga zur Saison 2008/09 ist sie die sechsthöchste Spielklasse.
Der Meister der Verbandsliga Baden qualifiziert sich für die Oberliga Baden-Württemberg. Der Zweitplatzierte kann über ein Relegationsspiel gegen den Zweiten der Verbandsliga Württemberg bzw. Verbandsliga Südbaden ebenfalls aufsteigen. Die drei letztplatzierten Mannschaften steigen in die Fußball-Landesliga Baden ab, die aus den drei Staffeln Mittelbaden, Odenwald und Rhein-Neckar besteht. Der Viertletzte spielt in der Relegation gegen die Vizemeister der drei Landesligen den vierten Absteiger bzw. Aufsteiger aus.

## Vereine
Vereine der Spielzeit 2024/25
- FC Victoria Bammental
- VfB Bretten
- 1. FC Bruchsal
- VfB Eppingen
- FV Fortuna Heddesheim
- Karlsruher SC II (Neueinsteiger)
- SG Heidelberg-Kirchheim (Aufsteiger)
- SV Waldhof Mannheim II
- TS Mosbach (Aufsteiger)
- 1. FC Mühlhausen
- ASC Neuenheim
- GU-Türk. SV Pforzheim (Aufsteiger)
- SV Spielberg
- VfB St. Leon (Aufsteiger)
- FC-Astoria Walldorf II
- TSG Weinheim

## Die Meister

### Verbandsliga Baden (seit 1978/79)

#### Meister
Die folgenden Mannschaften wurden seit der Saison 1978/79 Meister in der Fußball-Verbandsliga Baden:
- 1979 – VfB Eppingen
- 1980 – SV Neckargerach
- 1981 – FV Lauda
- 1982 – SV Neckargerach
- 1983 – Karlsruher SC Amateure
- 1984 – SG Heidelberg-Kirchheim
- 1985 – 1. FC Pforzheim
- 1986 – SV 98 Schwetzingen
- 1987 – Amicitia Viernheim
- 1988 – VfL Neckarau
- 1989 – Karlsruher SC Amateure
- 1990 – VfB Eppingen
- 1991 – VfB Leimen
- 1992 – VfR Pforzheim
- 1993 – ASV Durlach
- 1994 – Karlsruher SC Amateure
- 1995 – FC Bammental
- 1996 – SG Oftersheim
- 1997 – FV Lauda
- 1998 – SG Heidelberg-Kirchheim
- 1999 – TSG 62/09 Weinheim
- 2000 – TSG 1899 Hoffenheim
- 2001 – TSG 62/09 Weinheim
- 2002 – FC Nöttingen
- 2003 – TSG 62/09 Weinheim
- 2004 – VfR Mannheim
- 2005 – ASV Durlach
- 2006 – 1. FC Pforzheim
- 2007 – FC-Astoria Walldorf
- 2008 – ASV Durlach
- 2009 – SV Spielberg
- 2010 – SpVgg Neckarelz
- 2011 – SV Spielberg
- 2012 – TSV Grunbach
- 2013 – 1. FC Bruchsal
- 2014 – SV Kickers Pforzheim
- 2015 – SV Sandhausen II
- 2016 – FC-Astoria Walldorf II
- 2017 – TSG 62/09 Weinheim
- 2018 – FC Germania Friedrichstal
- 2019 – VfB Gartenstadt
- 2020 – FC-Astoria Walldorf II
- 2021 – kein Meister
- 2022 – ATSV Mutschelbach
- 2023 – VfR Mannheim
- 2024 – FC Zuzenhausen
- 2025 – Karlsruher SC II

#### Rangliste
Die nachfolgende Rangliste führt die Meister der Fußball-Verbandsliga Baden seit der Saison 1978/79 anhand der Anzahl der Meistertitel (Stand: einschließlich des Meisters 2025):
| Platz | Verein                    | Anzahl | Jahre                  |
| ----- | ------------------------- | ------ | ---------------------- |
| 1.    | Karlsruher SC Amateure/II | 4      | 1983, 1989, 1994, 2025 |
| 1.    | TSG 62/09 Weinheim        | 4      | 1999, 2001, 2003, 2017 |
| 3.    | ASV Durlach               | 3      | 1993, 2005, 2008       |
| 4.    | VfB Eppingen              | 2      | 1979, 1990             |
| 4.    | SV Neckargerach           | 2      | 1980, 1982             |
| 4.    | FV Lauda                  | 2      | 1981, 1997             |
| 4.    | SG Heidelberg-Kirchheim   | 2      | 1984, 1998             |
| 4.    | 1. FC Pforzheim 1         | 2      | 1985, 2006             |
| 4.    | VfR Mannheim              | 2      | 2004, 2023             |
| 4.    | SV Spielberg              | 2      | 2009, 2011             |
| 4.    | FC-Astoria Walldorf II    | 2      | 2016, 2020             |
| 12.   | SV 98 Schwetzingen        | 1      | 1986                   |
| 12.   | Amicitia Viernheim        | 1      | 1987                   |
| 12.   | VfL Neckarau              | 1      | 1988                   |
| 12.   | VfB Leimen                | 1      | 1991                   |
| 12.   | VfR Pforzheim 1           | 1      | 1992                   |
| 12.   | FC Bammental              | 1      | 1995                   |
| 12.   | SG Oftersheim             | 1      | 1996                   |
| 12.   | TSG 1899 Hoffenheim       | 1      | 2000                   |
| 12.   | FC Nöttingen              | 1      | 2002                   |
| 12.   | FC-Astoria Walldorf       | 1      | 2007                   |
| 12.   | SpVgg Neckarelz           | 1      | 2010                   |
| 12.   | TSV Grunbach              | 1      | 2012                   |
| 12.   | 1. FC Bruchsal            | 1      | 2013                   |
| 12.   | SV Kickers Pforzheim      | 1      | 2014                   |
| 12.   | SV Sandhausen II          | 1      | 2015                   |
| 12.   | FC Germania Friedrichstal | 1      | 2018                   |
| 12.   | VfB Gartenstadt           | 1      | 2019                   |
| 12.   | ATSV Mutschelbach         | 1      | 2022                   |
| 12.   | FC Zuzenhausen            | 1      | 2024                   |

### Badenliga (1977/78)
1977 fand eine Strukturreform statt. In der Spielzeit 1977/78 bestand schon die Struktur der folgenden Jahre, die Spielklassen hatten aber andere Namen als vor oder auch nach der Spielzeit 1977/78.
- 1978 – FV 09 Weinheim

### 1. Amateurliga Nordbaden (1950/51 – 1976/77)
Vorgänger der Verbandsliga Baden als höchster Spielklasse des Badischen Fußballverbandes war die 1. Amateurliga Nordbaden, welche bis 1977 existierte. Die folgenden Mannschaften wurden seit der Saison 1950/51 bis zur Saison 1976/77 Meister in der 1. Amateurliga Nordbaden:
- 1951 – ASV Feudenheim
- 1952 – Karlsruher FV
- 1953 – FV Daxlanden
- 1954 – Amicitia Viernheim
- 1955 – Amicitia Viernheim
- 1956 – Amicitia Viernheim
- 1957 – Amicitia Viernheim
- 1958 – VfL Neckarau
- 1959 – VfR Pforzheim
- 1960 – Phönix Mannheim
- 1961 – SV Sandhausen
- 1962 – VfL Neckarau
- 1963 – FV 09 Weinheim
- 1964 – SV 98 Schwetzingen
- 1965 – Karlsruher SC Amateure
- 1966 – FC Germania Forst
- 1967 – ASV Feudenheim
- 1968 – VfL Neckarau
- 1969 – FC Germania Forst
- 1970 – FV 09 Weinheim
- 1971 – SV Waldhof Mannheim
- 1972 – SV Waldhof Mannheim
- 1973 – VfR Mannheim
- 1974 – Karlsruher FV
- 1975 – VfB Eppingen
- 1976 – VfR Mannheim
- 1977 – SV Neckargerach

### Landesliga Nordbaden (1945/46 – 1949/50)
Bis zur Strukturreform im süddeutschen Fußball 1950 hieß die oberste Spielklasse Landesliga. Die folgenden Mannschaften wurden seit der Saison 1945/46 bis zur Saison 1949/50 Meister in der Fußball-Landesliga Nordbaden:
- 1946 – VfL Neckarau
- 1947 – ASV Feudenheim (Nord), VfB Mühlburg (Süd/gesamt)
- 1948 – Amicitia Viernheim (Nord/gesamt), VfR Pforzheim (Süd)
- 1949 – 1. FC Pforzheim
- 1950 – VfL Neckarau

## Torschützenkönige seit 2010/11
Die folgenden Spieler wurden seit der Saison 2010/11 Torschützenkönig in der Fußball-Verbandsliga Baden:
- 2010/11, Christoph Bender, FV Mosbach, 16 Tore[6]
- 2011/12, Dominik Salz, TSV Grunbach, 30 Tore[7]
- 2012/13, Nico Ruppenstein, FC Spöck, 21 Tore[8]
- 2013/14, Mario Pavkovic, FC Germania Friedrichstal, 13 Tore[9]
- 2014/15, Thorsten Kniehl, TSG 62/09 Weinheim, 21 Tore[10]
- 2015/16, Matteo Monetta, TSV Amicitia Viernheim, 21 Tore[11]
- 2016/17, Fabian Geckle, SpVgg Durlach-Aue, 25 Tore[12]
- 2017/18, Patrick Roelding, FC Germania Friedrichstal, 29 Tore[13]
- 2018/19, Cihad Ilhan (FV Fortuna Heddesheim) und Jan Dahlke (SV Sandhausen II), je 27 Tore[14]
- 2019/20, Niklas Antitz, FC-Astoria Walldorf, 18 Tore[15]
- 2020/21, Fabian Geckle, SV Spielberg, 10 Tore[16]
- 2021/22, Fabian Geckle, SV Spielberg, 27 Tore[17]
- 2022/23, Thorben Stadler, 1. FC Mühlhausen, 31 Tore[18]
- 2023/24, Fabian Geckle, SV Spielberg, 26 Tore[19]